# بنغلادش في الألعاب الأولمبية
بنغلاديش في الألعاب الأولمبية  تقوم اللجنة الأولمبية البنغلاديشية بالإشراف في شؤون مشاركة بنغلاديش في الألعاب الأولمبية، شاركت بنغلاديش أول مرة في الألعاب الأولمبية في دورة 1984 في لوس أنجلوس في الولايات المتحدة،  لم تفز بنغلاديش حتى الآن بأي ميدالية في الألعاب الأولمبية.